# Henri Lanoë
Henri Jules Edouard Lanoë est un monteur, compositeur, scénariste, acteur et réalisateur français né le 16 septembre 1929 en Algérie dans le département d'Oran et mort le 27 janvier 2024 à Paris (13e).
Il est surtout connu comme monteur. Il a été 8 fois nommé aux Césars dans la catégorie meilleur monteur, sans jamais être récompensé. Il a travaillé principalement sur les films réalisés par Jacques Deray et par Philippe de Broca.

## Filmographie

### Monteur
- 1961 : Le Rendez-vous de minuit de Roger Leenhardt
- 1962 : Regard sur la folie de Mario Ruspoli
- 1965 : Yoyo de Pierre Étaix
- 1966 : Avec la peau des autres de Jacques Deray
- 1967 : Le Voleur de Louis Malle
- 1969 : Le Grand Amour de Pierre Étaix
- 1970 : Les Caprices de Marie de Philippe de Broca
- 1971 : L'Alliance de Christian de Chalonge
- 1971 : La Poudre d'escampette de Philippe de Broca
- 1971 : Un peu de soleil dans l'eau froide de Jacques Deray
- 1972 : Un homme est mort de Jacques Deray
- 1972 : Le Temps d'aimer de Christopher Miles
- 1973 : Le Magnifique de Philippe de Broca
- 1974 : Ursule et Grelu de Serge Korber
- 1974 : Borsalino and Co. de Jacques Deray
- 1974 : Dis-moi que tu m'aimes de Michel Boisrond
- 1975 : Peur sur la ville d'Henri Verneuil
- 1975 : Flic Story de Jacques Deray
- 1976 : Monsieur Klein de Joseph Losey
- 1977 : Le Gang de Jacques Deray
- 1977 : Julie pot de colle de Philippe de Broca
- 1977 : La Menace d'Alain Corneau
- 1978 : Un papillon sur l'épaule de Jacques Deray
- 1979 : Le Cavaleur de Philippe de Broca
- 1979 : I… comme Icare d'Henri Verneuil
- 1980 : On a volé la cuisse de Jupiter de Philippe de Broca
- 1980 : Malevil de Christian de Chalonge
- 1981 : Une robe noire pour un tueur de José Giovanni
- 1982 : Les Quarantièmes rugissants de Christian de Chalonge
- 1983 : L'Africain de Philippe de Broca
- 1984 : Louisiane (TV) de Philippe de Broca
- 1984 : Le Vol du Sphinx de Laurent Ferrier
- 1985 : On ne meurt que deux fois de Jacques Deray
- 1986 : Sauve-toi, Lola de Michel Drach
- 1987 : Le Solitaire de Jacques Deray
- 1987 : Maladie d'amour de Jacques Deray
- 1988 : Chouans ! de Philippe de Broca
- 1989 : J'écris dans l'espace de Pierre Étaix
- 1989 : Baptême de René Féret
- 1990 : Les Mille et Une Nuits de Philippe de Broca
- 1991 : Netchaïev est de retour de Jacques Deray
- 1992 : Mayrig (film) d'Henri Verneuil
- 1993 : Mayrig (feuilleton TV) d'Henri Verneuil
- 1993 : 588, rue Paradis d'Henri Verneuil
- 1993 : Un crime de Jacques Deray
- 1997 : Le Bossu de Philippe de Broca
- 2000 : Amazone de Philippe de Broca

### Compositeur
- 1962 : La Rivière du hibou (An Occurance at Owl Creek Bridge) de Robert Enrico
- 1963 : La Belle Vie de Robert Enrico
- 1963 : Au cœur de la vie de Robert Enrico
- 1967 : Ne jouez pas avec les Martiens d'Henri Lanoë
- 1967 : Le Voleur de Louis Malle
- 1982 : Les Quarantièmes rugissants de Christian de Chalonge

### Scénariste
- 1961 : Thaumetopoea, la vie des chenilles processionnaires du pin, de Robert Enrico
- 1965 : Un monsieur de compagnie de Philippe de Broca
- 1966 : L'Homme de Marrakech de Jacques Deray
- 1967 : Ne jouez pas avec les Martiens d'Henri Lanoë

### Acteur
- 1940 : Le Feu de paille  de Jean Benoît-Lévy : Désiré, le fils de la concierge
- 1990 : Lacenaire de Francis Girod : le premier nabab

### Réalisateur
- 1967 : Ne jouez pas avec les Martiens d'Henri Lanoë

## Prix et nominations
- Césars 1977 : nomination au César du meilleur montage pour Monsieur Klein
- Césars 1978 : nomination au César du meilleur montage pour La Menace
- Césars 1979 : nomination au César du meilleur montage pour Un papillon sur l'épaule
- Césars 1980 : nomination au César du meilleur montage pour Le Cavaleur
- Césars 1982 : nomination au César du meilleur montage pour Malevil
- Césars 1982 : nomination au César du meilleur montage pour Les Quarantièmes rugissants
- Césars 1986 : nomination au César du meilleur montage pour On ne meurt que deux fois
- Césars 1998 : nomination au César du meilleur montage pour Le Bossu